# Dinattus
Dinattus Bryant, 1943 è un genere di ragni appartenente alla famiglia Salticidae.

## Distribuzione
Le tre specie oggi note di questo genere sono endemiche dell'isola di Hispaniola.

## Tassonomia
A dicembre 2010, si compone di tre specie:
- Dinattus erebus Bryant, 1943 — Hispaniola
- Dinattus heros Bryant, 1943[2] — Hispaniola
- Dinattus minor Bryant, 1943 — Hispaniola